# Die 3 Tornados

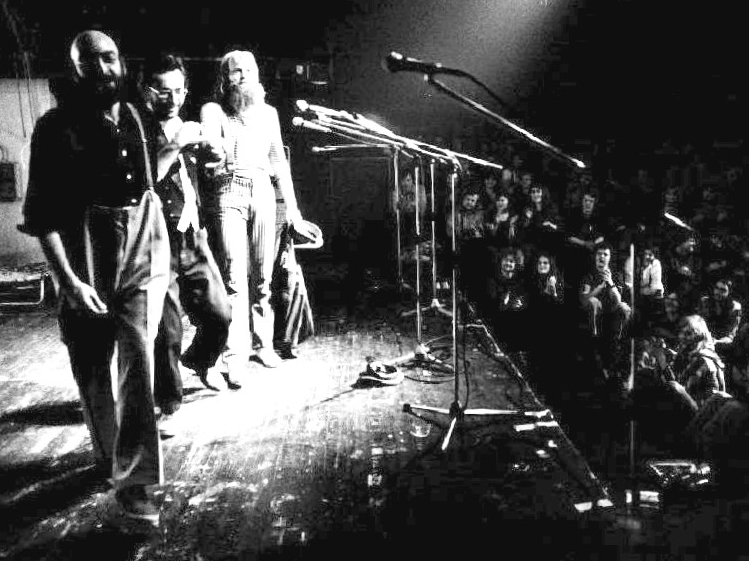
Die 3 Tornados 1980 bei einem Auftritt in der Hamburger Markthalle (von links nach rechts: Thews, Krank, Rating)

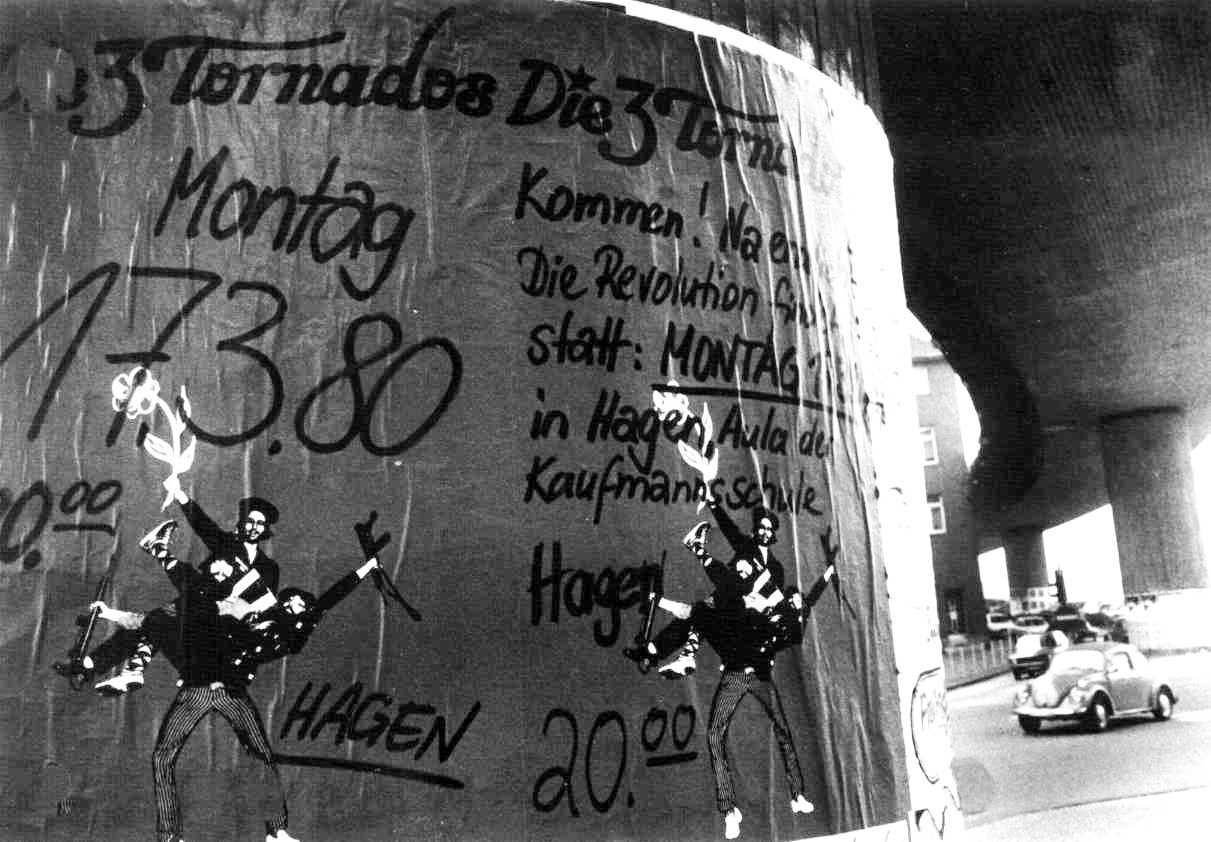
Ankündigung eines Auftritts in Hagen

Die 3 Tornados (nicht zu verwechseln mit den The Tornados)
war ein anarchistisches West-Berliner Kabarett-Trio, das offiziell von 1977 bis 1990 existierte. Seinen letzten Auftritt hatte es 1989. Gegründet wurde die Gruppe 1977 von Arnulf Rating und Günter Thews, im selben Jahr kam Hans-Jochen Krank hinzu. 1981 wurde Krank von Holger Klotzbach abgelöst.

## Geschichte
Arnulf Rating gründete zusammen mit Günter Thews zunächst eine Gruppe, die sich selbst als „Berliner Spaßguerilla-Theater“ bezeichnete. Ziel war es, so in einer Eigenwerbung, „dass die Leute oben mit erweitertem Bewusstsein und unten mit nasser Hose herauskommen.“

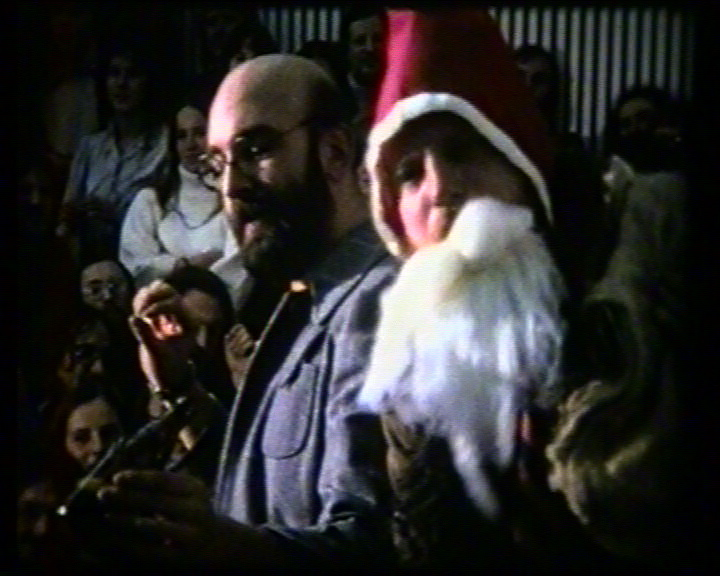
Thews und Rating in einem Sketch zu den studentischen „Streikferien“ Weihnacht 1976

Mit dem Musiker und Philosophiestudenten Hans-Jochen Krank absolvierten Thews und Rating als „Die 3 Tornados“ ihre ersten Auftritte bei zahlreichen öffentlichen Veranstaltungen und auf teils privaten Feten der linksalternativen Szene während der Studentenstreiks 1976/77 in Westberlin – etwa mit einer Satire über die Aussetzung des Streiks zu den Weihnachtsferien. Der Name des Trios persiflierte den Namen des damals populären Partylieder-Trios Die 3 Besoffskis.
Schon bald waren die 3 Tornados auf größeren West-Berliner Veranstaltungen der Alternativszene nicht mehr wegzudenken.
Ihr Aktionsradius verbreitete sich unaufhaltsam und der erste Kneipen-Auftritt folgte am 25. April 1977 in der West-Berliner Kneipe „Godot“.
Später trat das Trio auch bei Demonstrationen der Anti-AKW-Bewegung wie beispielsweise gegen den Bau des Kernkraftwerks Brokdorf und regelmäßig auf Straßen, Plätzen, in Theatern, autonomen Jugendzentren und Kneipen im deutschsprachigen Raum auf.
Auftritte fanden im Rahmen des Dritten internationalen Russell-Tribunals über die Lage der Menschenrechte in der Bundesrepublik sowie auf dem Treffen in Tunix in Berlin im Januar 1978 statt. Aus Letzterem entstand eine bundesweite Abonnenten-Werbekampagne für das im selben Jahr infolge des Treffens gegründete linksalternative Zeitungsprojekt Die Tageszeitung (TAZ).
Die drei Tornados arbeiteten bei der Gründung des Berliner Tempodrom aktiv mit. Auftritte zur Besetzung des UFA-Geländes in Berlin und etlicher Kulturzentren im Land steigerten den Bekanntheitsgrad des Trios weiter. Gemeinsame Programme fanden mit anderen Künstlern zu Wahlen und Aktionen diverser Bürgerinitiativen im Rahmen der Neuen sozialen Bewegungen der 1970er und 1980er Jahre statt.
In Ostberlin konnte die Gruppe nur ein Mal auftreten, privat im Prenzlauer Berg. Zuvor hatte die DDR-Führung eine offizielle Einladung nach Begutachtung des Programms zurückgezogen.
1981 verließ Hans-Jochen Krank die Gruppe. Er wurde durch den Zirkuslehrer und Musiker Holger Klotzbach ersetzt. Die besondere Nähe der drei Tornados zur Bevölkerung zeigte sich u. a. bei ihren privaten Auftritten. So war ihr kleinster Auftrittsort in der Küche eines besetzten Bergarbeiterhäuschens in der Zechensiedlung Auguststraße in Gelsenkirchen.
Die erste und einzige längere Fernsehaufzeichnung fand im August 1979 live von der Berliner Funkausstellung im Rahmen des Kinderprogramms statt.
Die 3 Tornados waren während ihrer Spielzeit mit zahlreichen Prozessen und Auftrittsverboten konfrontiert. Das Kabarett-Lexikon konnte einige markante Höhepunkte auflisten: So wurde im Mai 1979 ein Filmbeitrag zu 30 Jahre Grundgesetz vom SDR nicht gesendet. Der Sketch Krippenspiel beim WDR-Jugendmagazin Radiothek am 30. Dezember 1980 brachte eine katholische Bürgerinitiative in Soest hervor und löste ein Strafverfahren wegen „Beschimpfung religiöser oder weltanschaulicher Bekenntnisse oder der Kirche“ (§ 166 StGB) aus. Der Freispruch erfolgte nach vier Instanzen 1983.
Im März 1980 scheiterte eine geplante Live-Sendung im SWF3-Programm, im März machte WDR III eine Einladung zur Talkshow rückgängig, im September 1983 strich der SFB ihre Beiträge zur Sendung Rock Nacht. Ein Auftritt im November 1986 in der Sendung Extratour von Radio Bremen wurde wegen einer Nummer abgebrochen, die sich gegen die Anweisung richtete, sechs Wochen vor der Wahl kein politisches Kabarett mehr zu senden.
Als die 3 Tornados darauf verfielen, sich Fernsehpräsenz via Werbespots zu kaufen, weigerte sich der SFB 1986 (Polizeispot) und 1988 (Barschel-Ehrenwort) diese zu senden. Die Tornados erstritten vor Gericht die Ausstrahlung.
1986 hatten sie einen Auftritt in der AIDS-Satire Ein Virus kennt keine Moral von Rosa von Praunheim.
Der letzte Auftritt der Gruppe fand wenige Tage nach dem Mauerfall am 12. November 1989 im Rahmen des Konzerts für Berlin mit Künstlern aus aller Welt zur Vereinigung in der Berliner Deutschlandhalle statt.
Nach der Auflösung des Trios gründete Holger Klotzbach mit Lutz Deisinger die Berliner Bar jeder Vernunft und leitet jetzt das Berliner Zelt-Theater Tipi am Kanzleramt, während Arnulf Rating als Solo-Kabarettist tätig ist. Günther Thews erlag im Alter von 47 Jahren am 30. Januar 1993 seinem Aidsleiden. Hans-Jochen Krank war von 1991 bis 2013 Gymnasiallehrer für Latein in Bad Freienwalde.

## Historische Einordnung
Mitten im Deutschen Herbst waren sie Teil der Alternativen im Nachgang der studentischen 68er-Bewegung und unterstützten anders als das bisherige etablierte Kabarett diese radikal und selbstkritisch. Damit änderte sich auch der Adressat ihrer Auftritte, es war nicht mehr das „bürgerliche“ Publikum oder der allabendliche  Fernsehzuschauer: „Deutschlands erfolgreichstes Tingelkabarett, ‚Die 3 Tornados‘, klamaukt nicht für ein durchschnittlich gebildetes Kulturpublikum, sondern selbstbewusst fürs ‚linke Getto‘ (sic), für die politische Subkultur der Städte.“
Im Unterschied zu den meist sozialdemokratienahen Vorgängern, die hauptsächlich die herrschenden Politiker und deren Politik unter die Lupe nahmen, brachten sie für das Kabarett nicht nur neue Themen, sondern auch eine neue Form der Bühnenpräsentation hervor, die Elemente des Theaterspiels und der Kleinkunst mit eingängigen Protestliedern kombinierte. Auch andere Gruppen schlugen damals diesen Weg ein: „Und auch Kabarett und Kleinkunst wurden in den späten Siebzigern gleichsam runderneuert durch Gruppen wie die Drei Tornados, Heinrich Pachl und der Wahre Anton, Matthias Beltz mit Karl Napps Chaos Theater und dem Vorläufigen Frankfurter Fronttheater und vielen anderen.“
Sie gehörten damit zur Subkultur der antiautoritären Außerparlamentarischen Opposition, sie gehörten damit nicht zu den DDR-nahen Kabarettisten und Liedermachern und grenzten sich bewusst vom Establishment-Kabarett ab: „Um 1980 hatte sich eine Generation der Erneuerer des Kabaretts lose formiert ... um das „Rollkragentheater“ von Hildebrandt & Co. mit rotzfrecher Attitüde abzulösen.“
Auch in den 80er Jahren stand die Unterstützung der Hausbesetzer, der Atomkraftgegner u. a. im Mittelpunkt, mit dem Fall der Mauer 1989 war ihre Zeit und damit auch eine letzte Blütezeit des Kabaretts vorbei, es begann der Boom der Comedians und ihrer Stand-Up-Comedy.

## Auszeichnungen
1979 wurden sie mit dem Förderpreis der Stadt Mainz zum Deutschen Kleinkunstpreis ausgezeichnet.

## Diskographie
- Flipperschau (1977)
- Tageszeitung (1978)
- A gogo (1979)
- Rundschlag (1979)
- Westtangente (1980)
- Radio Radikal (1982)
- Totalschaden (1985)
- Die 3 Tornados 1977 - 1988 (EAN 4015698025729, 4er-CD-Box, Label: Trikont, mit Auszügen aus den Einzel-CDs plus Live-Aufzeichnungen)